# 1870 au Manitoba
Chronologie du Manitoba
- 1866
- 1867
- 1868
- 1869
- 1870
- 1871
- 1872
- 1873
- 1874

Cette page concerne des événements qui se sont produits durant l'année 1870 dans la province canadienne du Manitoba.

## Politique
- Premier ministre : Alfred Boyd

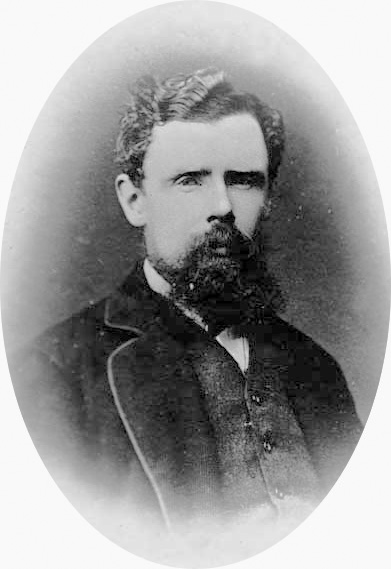
Alfred Boyd

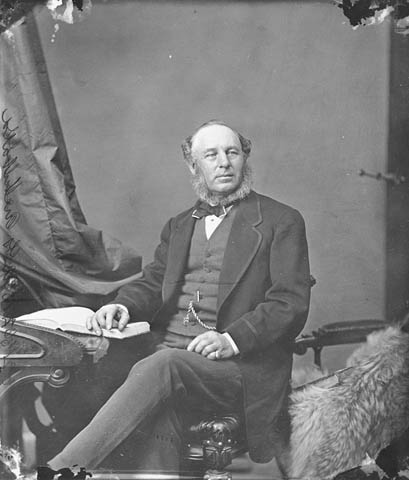
Adams George Archibald

- Lieutenant-gouverneur : Adams George Archibald
- Législature : 1er législature (en)

## Événements
- 12 mai : Loi sur le Manitoba[1].
- 20 mai : Adams George Archibald devient le premier lieutenant-gouverneur du Manitoba.
- 21 mai : l’expédition de Wolseley quitte Toronto pour combattre la rébellion de la rivière Rouge au Manitoba[2].
- 15 juillet : création de la province du Manitoba[1].
- 16 septembre : Alfred Boyd devient le premier premier ministre du Manitoba.
- 27 décembre : 1er élection générale manitobaine (en).

## Décès
- 4 mars : Thomas Scott, orangiste au Manitoba.